# گریزناپذیر (فیلم ۲۰۱۲)
گریزناپذیر (به انگلیسی: Inescapable) یک فیلم دلهره‌آور سیاسی کانادایی محصول سال ۲۰۱۲ به نویسندگی و کارگردانی ربا ندا با بازی الکساندر صدیق، مریسا تومی و جاشوا جکسون است.
گریزناپذیر ششمین فیلم بلند ندا را در مجموعه وسیعی از فیلم‌های بلند و کوتاه او نشان می‌دهد که همگی حاوی ارجاعاتی به مضامین اسلامی و ریشه‌های سوری و فلسطینی خود کارگردان است.

## داستان
ادیب عبدالکریم (با بازی الکساندر صدیق) پیش از آنکه به عنوان خائن شناخته شود و مجبور به فرار به کانادا شود، افسر نیروی نظامی سوریه بود. ادیب با همسر، دو دختر و شغل ثابتش در تورنتو، مطمئن است که گذشته خود را پشت سر گذاشته‌است. این تا زمانی است که او متوجه می‌شود که دختر بزرگش مونا پس از انحراف مخفیانه به سوریه در حالی که در یونان مأموریتی داشت در دمشق ناپدید شده‌است. ۲۰ سال پس از فرار او از سوریه، ادیب مجبور می‌شود برای نجات دخترش از دست مأموران فاسد دولتی که به اشتباه او را به دلیل جاسوسی اسیر می‌کنند، بازگردد. در آن‌جا، او با نامزد سابقش، فاطمه، (با بازی مریسا تومی) و دیپلمات کانادایی، پل، (با بازی جاشوا جکسون) متحد می‌شود تا دخترش را در حالی که از همکاران سابقش و پلیس مخفی فرار می‌کند، بیابند.

## انتشار
این فیلم اولین بار در برلین نمایش داده شد و در ابتدا در تورنتو در جشنواره بین‌المللی فیلم تورنتو ۲۰۱۲ در ۱۱ سپتامبر ۲۰۱۲ نمایش داده شد. آلیانس فیلمز فیلم را در کانادا توزیع کرد، در حالی که میریاد پیکچرز این فیلم را در سطح بین‌المللی اداره کرد.

## بازخورد
این فیلم با نقدهای منفی منتقدان مواجه شد. امتیاز ۱۹٪ در راتن تومیتوز بر اساس ۲۱ نقد دارد و میانگین امتیاز ۴٫۲ از ۱۰ را گزارش می‌کند در متاکریتیک، که میانگین وزنی را به نقدهای منتقدان اصلی اختصاص می‌دهد، این فیلم نمره متوسط ۳۷ از ۱۰۰ را دریافت کرد. نمره این اثر بر اساس ۱۱ بررسی، نشان دهنده «بررسی‌ها به‌طور کلی نامطلوب» است.